# Contea di Lancaster (Pennsylvania)
La contea di Lancaster (in inglese Lancaster County; in tedesco della Pennsylvania Lengeschder Kaundi) è una contea dello Stato della Pennsylvania, negli Stati Uniti. La popolazione al censimento del 2010 era di 519 445 abitanti. Il capoluogo di contea è Lancaster.
Nella contea si trova la comunità Amish più popolosa al mondo.

## Geografia fisica
La contea si trova nella parte sud-orientale della Pennsylvania, al confine con il Maryland. L'U.S. Census Bureau certifica che l'estensione della contea è di 2548 km², di cui 91 km² costituiti da acque interne. Consiste in una regione collinare delimitata dal fiume Susquehanna a ovest, dal Creek Conewago a nord-ovest e dal Creek Octoraro a sud-est. Gli sbarramenti sul fiume Susquehanna formano i laghi Clarke e Aldred e il bacino di Conowingo.

### Contee confinanti
- Contea di Lebanon - nord
- Contea di Berks - nord-est
- Contea di Chester - est
- Contea di Cecil (Maryland) - sud
- Contea di Harford (Maryland) - sud
- Contea di York - ovest
- Contea di Dauphin - nord-ovest

## Storia
La contea di Lancaster fu costituita il 10 maggio 1729, a partire dalla contea di Chester. Fu la quarta contea dello a essere creata dopo le prime 3 contee originarie. Deve il suo nome alla contea di Lancashire, in Inghilterra. Dal suo territorio si sono progressivamente staccate ben 6 contee: York (1749), Cumberland (1750), Berks (1752), Northumberland (1772), Dauphin (1785), Lebanon (1813). La contea fu colonizzata a partire dal 1709 da diversi immigrati, tra cui mennoniti svizzeri, ugonotti, Amish, britannici e tedeschi. Alcuni abitanti discendono dalle sette “plain”, spesso indicate come Amish o Pennsylvania Dutch, che arrivarono in cerca della libertà di religione offerta da William Penn.

## Centri abitati

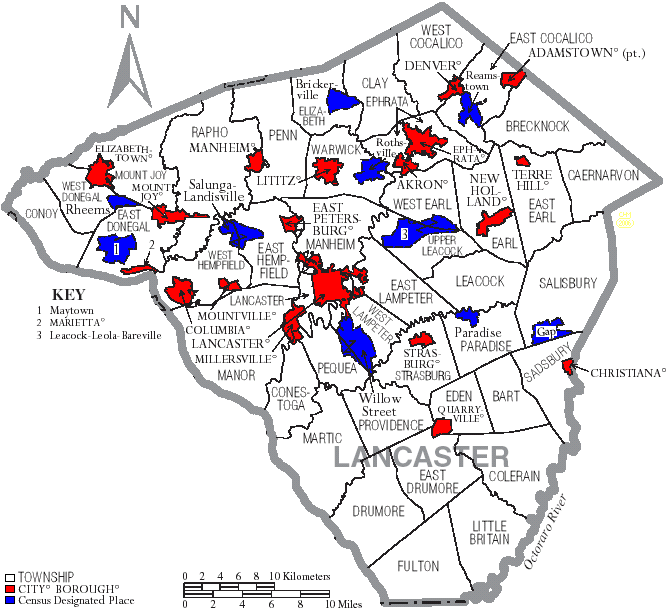
Cartina della Contea di Lancaster con la suddivisione amministrativa in comuni. In rosso sono indicate city e borough, in bianco le township, e in blu i Census-designated place

La contea è amministrativamente suddivisa in una city, 18 borough e 41 township. Vi sono inoltre 10 Census-designated place.
| - Adamstown - borough - Akron - borough - Bart - township - Brecknock - township - Caernarvon - township - Christiana - borough - Clay - township - Colerain - township - Columbia - borough - Conestoga - township - Conoy - township - Denver - borough - Drumore - township - Earl - township - East Cocalico - township - East Donegal - township - East Drumore - township - East Earl - township - East Hempfield - township - East Lampeter - township | - East Petersburg - borough - Eden - township - Elizabeth - township - Elizabethtown - borough - Ephrata - borough - Ephrata - township - Fulton - township - Lancaster (capoluogo) - city - Lancaster - township - Leacock - township - Lititz - borough - Little Britain - township - Manheim - borough - Manheim - township - Manor - township - Marietta - borough - Martic - township - Millersville - borough - Mount Joy - borough - Mount Joy - township | - Mountville - borough - New Holland - borough - Paradise - township - Penn - township - Pequea - township - Providence - township - Quarryville - borough - Rapho - township - Sadsbury - township - Salisbury - township - Strasburg - borough - Strasburg - township - Terre Hill - borough - Upper Leacock - township - Warwick - township - West Cocalico - township - West Donegal - township - West Earl - township - West Hempfield - township - West Lampeter - township |

### Census-designated place
| - Bainbridge - Bird-in-Hand - Blue Ball - Bowmansville - Brickerville | - Brownstown - Churchtown - Clay - Conestoga - East Earl | - Falmouth - Farmersville - Fivepointville - Gap - Georgetown | - Goodville - Gordonville - Hopeland - Intercourse - Kirkwood | - Lampeter - Landisville - Leola - Little Britain - Maytown | - Morgantown - Paradise - Penryn - Reamstown - Refton | - Reinholds - Rheems - Ronks - Rothsville - Salunga | - Schoeneck - Smoketown - Soudersburg - Stevens - Swartzville | - Wakefield - Washington Boro - Willow Street - Witmer |